# Carrie Lester
 Carrie Lester  née le 28 janvier 1981 à Brisbane en Australie est une triathlète professionnelle multiple vainqueur sur triathlon Ironman et vainqueur des éditions 2016 , 2018 et 2021 de l'Embrunman.

## Biographie
Carrie Lester commence le triathlon en 2005 et devient professionnelle en 2009. Elle remporte son premier succès internationale sur le circuit Ironman en 2010 lors de l'Ironman Australie.
En 2016, elle remporte pour sa première participation la 33e édition de l’Embrunman. Avec une grande maitrise de ses ressources, au cours d'une compétition qui se déroule sous une grande chaleur, elle prend la tête au cours de l'épreuve de course à pied. Charlotte Morel qui ne parvient pas à maintenir son avance et Jeanne Collonge auteure d'une belle remontée ne parviendront pas à l’empêcher de remporter ce premier succès.
En 2018 elle signe une seconde victoire sur l'Embrunman après une compétition de haut niveau avec la Française Charlotte Morel qui monte sur le podium pour la troisième fois consécutive. Malgré une chute dans la partie vélo, elle comble son retard dans la partie course à pied qu'elle maitrise parfaitement après avoir repris la Française dans la première boucle du marathon.

## Palmarès
Le tableau présente les résultats les plus significatifs (podium) obtenus sur le circuit national et international de triathlon depuis 2009,.
| Année | Compétition                             | Pays       | Position           | Temps            |
| ----- | --------------------------------------- | ---------- | ------------------ | ---------------- |
| 2021  | Embrunman                               | France     | Médaille d'or      | 11 h 6 min 23 s  |
| 2021  | Ironman Coeur d'Alene                   | États-Unis | Médaille d'or      | 8 h 54 min 50 s  |
| 2019  | Embrunman                               | France     | Médaille d'or      | 11 h 6 min 23 s  |
| 2019  | Ironman Cozumel                         | États-Unis | Médaille d'or      | 8 h 38 min 41 s  |
| 2019  | Ironman Mont Tremblant                  | Canada     | Médaille d'or      | 8 h 48 min 21 s  |
| 2019  | Ironman 70.3 Gulf Coast                 | États-Unis | Médaille d'or      | 8 h 15 min 57 s  |
| 2019  | Triathlon Alpe d'Huez XL                | France     | Médaille d'argent  | 6 h 44 min 15 s  |
| 2019  | Ironman France                          | France     | Médaille d'or      | 8 h 5 min 20 s   |
| 2018  | Ironman Arizona                         | États-Unis | Médaille d'argent  | 8 h 44 min 13 s  |
| 2018  | Embrunman                               | France     | Médaille d'or      | 10 h 51 min 43 s |
| 2018  | Ironman France                          | France     | Médaille d'argent  | 9 h 27 min 30 s  |
| 2018  | Ventouxman                              | France     | Médaille d'or      | 5 h 41 min 26 s  |
| 2017  | Ironman France                          | France     | Médaille d'or      | 9 h 27 min 53 s  |
| 2017  | Embrunman                               | France     | Médaille d'argent  | 10 h 54 min 36 s |
| 2016  | Embrunman                               | France     | Médaille d'or      | 10 h 46 min 26 s |
| 2016  | Eagleman Ironman 70.3                   | États-Unis | Médaille d'or      | 4 h 23 min 43 s  |
| 2016  | Challenge Roth                          | Allemagne  | Médaille d'argent  | 8 h 42 min 13 s  |
| 2015  | Challenge Ixtapa                        | Mexique    | Médaille d'or      | 4 h 50 min 46 s  |
| 2015  | Ironman Chattanooga                     | États-Unis | Médaille d'or      | 8 h 56 min 0 s   |
| 2015  | Challenge Roth                          | Allemagne  | Médaille d'argent  | 8 h 53 min 9 s   |
| 2014  | Challenge Penticton                     | Canada     | Médaille d'or      | 9 h 27 min 24 s  |
| 2013  | Ironman Lake Placid                     | États-Unis | Médaille de bronze | 9 h 47 min 59 s  |
| 2013  | Challenge Penticton                     | Canada     | Médaille d'or      | 9 h 27 min 26 s  |
| 2012  | Revolution3 Cedar Point                 | États-Unis | Médaille d'or      | 9 h 16 min 14 s  |
| 2012  | Ironman Cairns                          | Australie  | Médaille d'or      | 9 h 21 min 0 s   |
| 2011  | Ironman 70.3 Port Macquarie             | Australie  | Médaille d'or      | 4 h 28 min 25 s  |
| 2010  | Capricorn Resort Half Ironman           | Australie  | Médaille d'or      | 4 h 23 min 50 s  |
| 2010  | Ironman Australie                       | Australie  | Médaille d'or      | 9 h 23 min 46 s  |
| 2010  | Championnat d'Australie longue distance | Australie  | Médaille d'or      | 4 h 1 min 55 s   |
| 2009  | Canberra Half Ironman Triathlon         | Australie  | Médaille d'or      | 4 h 31 min 12 s  |